# أليس إي. جونسون
أليس إي. جونسون (بالإنجليزية: Alice E. Johnson)‏ هي مهندسة معمارية أمريكية، ولدت في 1862 في فريمونت في الولايات المتحدة، وتوفيت في 13 فبراير 1936.